# Salomonsknoten
Ein Salomonsknoten ist ein Ornament aus zwei ineinander verschränkten Ovalen, das man auf Bauwerken und in Mosaiken in verschiedenen Kulturkreisen einschließlich des europäischen findet. In der Literatur findet sich auch die Bezeichnung Vierpassknoten, die sich jedoch auch für den Bowen-Knoten findet und insoweit ein übergeordneter Begriff ist. 

Salomonsknoten
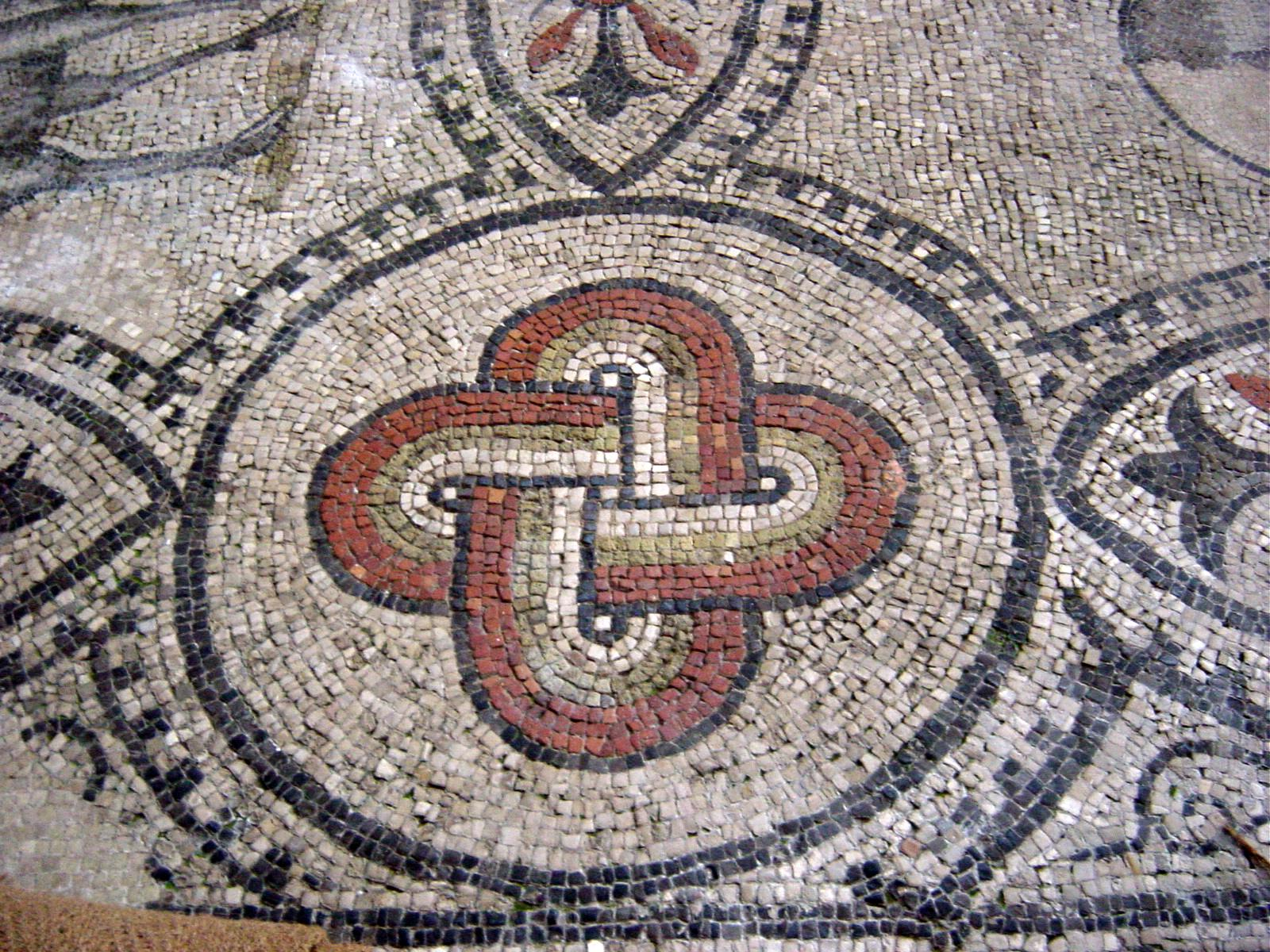
Fußbodenmosaik in der Basilika von Aquileia
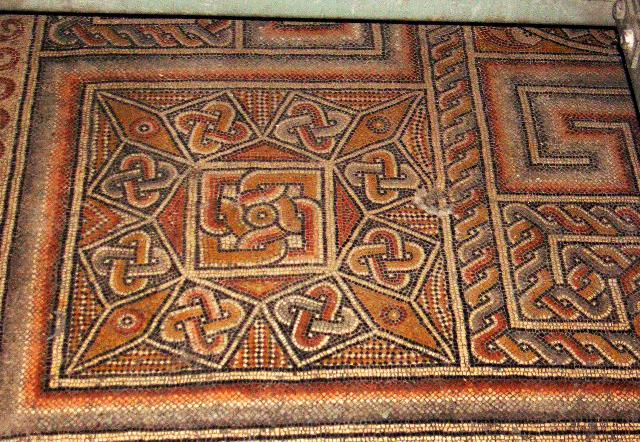
Fußbodenmosaik in der Geburtskirche, Bethlehem
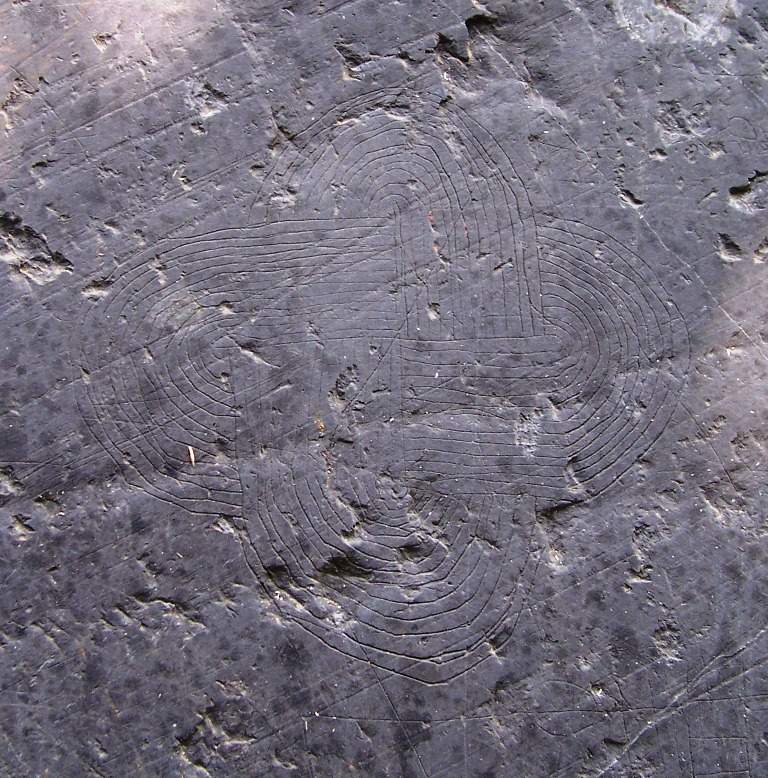
Felsbild im norditalienischen Valcamonica